# Khoa học về chính sách khoa học
Các khoa học về chính sách khoa học (SoSP) là một lĩnh vực nghiên cứu liên bộ môn nghiên cứu phát triển các mô hình lý thuyết và thực nghiệm của các hoạt động khoa học. Cơ sở khoa học này có thể giúp chính phủ và xã hội chúng chung đưa ra được những quyết định quản lý tốt hơn về hoạt động nghiên cứu và triển khai bằng việc thiết lập một cơ sở định lượng, chặt chẽ về mặt khoa học cho các nhà hoạch định chính sách và các nhà nghiên cứu có thể đánh giá tác động của các hoạt động khoa học và kỹ thuật của quốc gia Ví dụ của nghiên cứu khoa học về chính sách khoa học bao gồm các mô hình để hiểu và sự sản xuất khoa học, các phương pháp định tính, định lượng và máy tính để ước lượng tác động của khoa học, và các quá trình lựa chọn các hạng mục đầu tư khoa học thay thế.:5

## Các nỗ lực nghiên cứu về chính sách khoa học ở Mỹ
Chính phủ liên bang của Hoa Kỳ từ lâu đã là một người ủng hộ SoSP. Năm 2006, theo lời của Giám đốc chính sách khoa học và công nghệ, Tiến sĩ John H. Marburger về một "khoa học về chính sách khoa học" mới, Tiểu ban của Hội đồng Khoa học và Công nghệ Quốc gia về Các khoa học Kinh tế, Hành vi và Xã hội(SBE) đã thiết lập một Nhóm công tác liên cơ quan cho Khoa học về Chính sách Khoa học (ITG) để phục vụ như là một phần của quá trình hội đàm nội bộ của Tiểu ban. Trong năm 2008, SoSP ITG đã phát triển và xuất bản "Khoa học của Chính sách Khoa học: Lộ trình Nghiên cứu Liên bang", đã vạch ra những nỗ lực cần thiết của Liên bang cho sự phát triển lâu dài của khoa học về chính sách khoa học và trình bày Lộ trình này cho Cộng đồng SoSP. Công việc tiếp theo của ITG đã được hướng dẫn bởi các câu hỏi được nêu trong Lộ trình và các bước hành động được phát triển tại hội thảo. Hơn nữa, kể từ năm 2007, Quỹ Khoa học Quốc gia, hỗ trợ nghiên cứu khoa học để thúc đẩy lĩnh vực này, đã nhận được các khoản tài trợ từ chương trình Khoa học Khoa học và Đổi mới (SciSIP). Nghiên cứu SciSIP hỗ trợ và bổ sung cho các nỗ lực của Liên bang SoSP bằng cách cung cấp các công cụ mới có liên quan trực tiếp với các nhà hoạch định chính sách.

## Khoa học về Chính sách Khoa học và Đổi mới
Chương trình Khoa học về Chính sách Khoa học và Đổi mới (SciSIP) được thành lập tại Quỹ Khoa học Quốc gia vào năm 2005 để đáp ứng lời kêu gọi của John Marburger về "cộng đồng học thuật chuyên gia" để nghiên cứu khoa học về chính sách khoa học. Chương trình có ba mục tiêu chính: thúc đẩy việc ra quyết định về chính sách đổi mới và khoa học dựa trên bằng chứng; xây dựng một cộng đồng khoa học để nghiên cứu chính sách khoa học và đổi mới; và tham khảo kinh nghiệm của các quốc gia khác.
Từ năm 2007 đến năm 2011, hơn một trăm ba mươi giải thưởng đã được thực hiện trong năm vòng tài trợ. Những người được trao giải bao gồm các nhà kinh tế học, các nhà xã hội học, các nhà khoa học chính trị và các nhà tâm lý học. Một số giải thưởng này đã cho thấy kết quả dưới dạng bài báo, thuyết trình, phần mềm và phát triển dữ liệu.